# Humphreys (Missouri)
Humphreys est un village situé au sud-ouest du comté de Sullivan, dans le Missouri, aux États-Unis,. Il est incorporé en 1880.

## Démographie
Lors du recensement de 2010, le village comptait une population de 118 habitants. Elle est estimée, en 2016, à 111 habitants.

### Source de la traduction
- (en) Cet article est partiellement ou en totalité issu de l’article de Wikipédia en anglais intitulé « Humphreys, Missouri » (voir la liste des auteurs).